# Bobsleje na Zimowych Igrzyskach Olimpijskich 2018 – czwórki mężczyzn
Czwórki mężczyzn rozgrywane w ramach bobslejów na Zimowych Igrzyskach Olimpijskich 2018 odbyły się w dniach 24 - 25 lutego na torze Alpensia Sliding Centre  umiejscowionym w Pjongczangu.
Mistrzem olimpijskim została czwórka niemiecka w składzie Francesco Friedrich, Candy Bauer, Martin Grothkopp, Thorsten Margis. Na drugim miejscu ex aequo uplasowali się Koreańczycy Won Yun-jong, Jun Jung-lin, Seo Young-woo, Kim Dong-hyun i Niemcy Nico Walther, Kevin Kuske, Alexander Rödiger, Eric Franke.
Polska czwórka Mateusz Luty, Arnold Zdebiak, Łukasz Miedzik i Grzegorz Kossakowski zajęła 13. miejsce.

## Terminarz
| Data      | Konkurencja | Godzina rozpoczęcia | Godzina rozpoczęcia |
| Data      | Konkurencja | UTC+09:00           | CET                 |
| --------- | ----------- | ------------------- | ------------------- |
| 24 lutego | 1. ślizg    | 09:30               | 01:30               |
| 24 lutego | 2. ślizg    | 11:07               | 03:07               |
| 25 lutego | 3. ślizg    | 09:30               | 01:30               |
| 25 lutego | 4. ślizg    | 11:15               | 03:15               |

## Wyniki
| Poz. | Nr | Reprezentacja                | Zawodnicy                                                                         | Ślizgi   | Ślizgi | Ślizgi | Ślizgi | Czas    | Strata |
| Poz. | Nr | Reprezentacja                | Zawodnicy                                                                         | 1.       | 2.     | 3.     | 4.     | Czas    | Strata |
| ---- | -- | ---------------------------- | --------------------------------------------------------------------------------- | -------- | ------ | ------ | ------ | ------- | ------ |
| 1.   | 7  | Niemcy                       | Francesco Friedrich Candy Bauer Martin Grothkopp Thorsten Margis                  | 48,54 TR | 49,01  | 48,76  | 49,54  | 3:15,85 | –      |
| 2.   | 1  | Korea Południowa             | Won Yun-jong Jun Jung-lin Seo Young-woo Kim Dong-hyun                             | 48,65    | 49,19  | 48,89  | 49,65  | 3:16,38 | +0,53  |
| 2.   | 8  | Niemcy                       | Nico Walther Kevin Kuske Alexander Rödiger Eric Franke                            | 48,74    | 49,16  | 48,90  | 49,58  | 3:16,38 | +0,53  |
| 4.   | 16 | Szwajcaria                   | Rico Peter Thomas Amrhein Simon Friedli Michael Kuonen                            | 49,05    | 49,16  | 48,87  | 49,51  | 3:16,59 | +0,74  |
| 5.   | 10 | Łotwa                        | Oskars Melbārdis Daumants Dreiškens Arvis Vilkaste Jānis Strenga                  | 48,82    | 49,39  | 48,91  | 49,53  | 3:16,65 | +0,80  |
| 6.   | 9  | Kanada                       | Justin Kripps Jesse Lumsden Alexander Kopacz Oluseyi Smith                        | 48,85    | 49,28  | 48,95  | 49,61  | 3:16,69 | +0,84  |
| 7.   | 14 | Austria                      | Benjamin Maier Kilian Walch Markus Sammer Dănuț Moldovan                          | 49,10    | 49,21  | 49,03  | 49,56  | 3:16,90 | +1,05  |
| 8.   | 6  | Niemcy                       | Johannes Lochner Christian Poser Christopher Weber Christian Rasp                 | 48,95    | 49,26  | 49,10  | 49,80  | 3:17,11 | +1,26  |
| 9.   | 13 | Stany Zjednoczone            | Codie Bascue Evan Weinstock Steve Langton Sam McGuffie                            | 49,09    | 49,26  | 49,08  | 49,77  | 3:17,28 | +1,43  |
| 10.  | 12 | Łotwa                        | Oskars Ķibermanis Jānis Jansons Helvijs Lūsis Matīss Miknis                       | 49,18    | 49,26  | 49,34  | 49,63  | 3:17,41 | +1,56  |
| 11.  | 18 | Francja                      | Loïc Costerg Vincent Ricard Vincent Castell Dorian Hauterville                    | 49,09    | 49,36  | 49,19  | 49,92  | 3:17,56 | +1,71  |
| 12.  | 21 | Kanada                       | Nick Poloniato Cameron Stones Joshua Kirkpatrick Ben Coakwell                     | 49,40    | 49,23  | 49,51  | 49,67  | 3:17,81 | +1,96  |
| 13.  | 5  | Polska                       | Mateusz Luty Arnold Zdebiak Łukasz Miedzik Grzegorz Kossakowski                   | 49,04    | 49,59  | 49,46  | 49,80  | 3:17,89 | +2,04  |
| 14.  | 3  | Szwajcaria                   | Clemens Bracher Alain Knuser Martin Meier Fabio Badraun                           | 49,06    | 49,54  | 49,59  | 49,72  | 3:17,91 | +2,06  |
| 15.  | 20 | Olimpijscy sportowcy z Rosji | Maksim Andrianow Aleksiej Zajcew Wasilij Kondratienko Rusłan Samitow              | 49,43    | 49,39  | 49,56  | 49,56  | 3:17,94 | +2,09  |
| 16.  | 11 | Kanada                       | Christopher Spring Lascelles Oneil Brown Bryan Barnett Neville Wright             | 49,06    | 49,54  | 49,46  | 49,86  | 3:17,96 | +2,11  |
| 17.  | 17 | Wielka Brytania              | Brad Hall Nick Gleeson Joel Fearon Greg Cackett                                   | 49,25    | 49,68  | 49,64  | 49,69  | 3:18,26 | +2,41  |
| 18.  | 15 | Wielka Brytania              | Lamin Deen Ben Simons Toby Olubi Andrew Matthews                                  | 49,44    | 49,45  | 49,66  | 49,74  | 3:18,29 | +2,44  |
| 19.  | 22 | Stany Zjednoczone            | Nick Cunningham Hakeem Abdul-Saboor Christopher Kinney Samuel Michener            | 49,60    | 49,50  | 49,74  | 49,70  | 3:18,54 | +2,69  |
| 20.  | 19 | Stany Zjednoczone            | Justin Olsen Nathan Weber Carlo Valdes Chris Fogt                                 | 49,62    | 49,71  | 49,66  | 49,56  | 3:18,55 | +2,70  |
| 21.  | 2  | Czechy                       | Dominik Dvořák Jaroslav Kopřiva Jan Šindelář Jakub Nosek                          | 49,07    | 49,97  | 50,05  | NQ     | 2:29,09 | NQ     |
| 22.  | 24 | Austria                      | Markus Treichl Ekemini Bassey Markus Glueck Marco Rangl                           | 49,73    | 49,83  | 49,68  | NQ     | 2:29,24 | NQ     |
| 23.  | 23 | Brazylia                     | Édson Bindilatti Edson Ricardo Martins Odirlei Pessoni Rafael Souza da Silva      | 49,75    | 49,94  | 49,80  | NQ     | 2:29,49 | NQ     |
| 24.  | 28 | Czechy                       | Jan Vrba Dominik Suchý David Egydy Jan Stokláska                                  | 49,73    | 49,81  | 50,05  | NQ     | 2:29,59 | NQ     |
| 25.  | 4  | Australia                    | Lucas Mata David Mari Lachlan Reidy Hayden Smith                                  | 49,72    | 49,91  | 50,07  | NQ     | 2:29,70 | NQ     |
| 26.  | 26 | Chińska Republika Ludowa     | Shao Yujin Li Chunjian Wang Sidong Shi Hao                                        | 49,79    | 50,01  | 49,94  | NQ     | 2:29,74 | NQ     |
| 27.  | 25 | Włochy                       | Simone Bertazzo Lorenzo Bilotti Francesco Costa Simone Fontana                    | 49,92    | 49,94  | 50,02  | NQ     | 2:29,88 | NQ     |
| 28.  | 27 | Chorwacja                    | Dražen Silić Mate Mezulić Benedikt Nikpalj Antonio Zelić                          | 50,18    | 50,64  | 50,63  | NQ     | 2:31,45 | NQ     |
| 29.  | 29 | Rumunia                      | Dorin Alexandru Grigore Florin Cezar Crăciun Levente Bartha Paul-Septimiu Muntean | 50,55    | 50,79  | 50,81  | NQ     | 2:32,15 | NQ     |